# Szertralin
A szertralin egy tetrahidronaftilamin származék, aminek antidepresszív hatása az idegvégződések szerotonin (5-HT) újrafelvételének gátlásán alapul. 
A szertralin egy szelektív szerotoninvisszavétel-gátló (SSRI) antidepresszánsok csoportjába tartozó gyógyszer.

## Hatása
Szelektíven növeli a központi idegrendszeri szerotonerg szinapszisokban a mediátor szintjét, annak preszinaptikus újrafelvételének gátlása útján. A noradrenalin és dopamin visszavételét alig befolyásolja. Terápiás adagokban gátolja a humán vérlemezkék szerotoninfelvételét. Egészséges önkénteseken szedatív hatása nem volt, a pszichomotoros teljesítményt nem befolyásolta. A szerotoninfelvétel szelektív gátlásának köszönhetően a katekolaminerg aktivitást nem fokozza. A szertalinnak nincs affinitása a muszkarin (kolinerg), szerotoninerg, dopaminerg, adrenerg, hisztaminerg, GABA és benzodiazepin receptorokhoz. Ennek megfelelően a szertralin nem fejt ki kardiotoxikus, szedatív, ill. antikolinerg hatást. Állatkísérletekben a szertralin tartós adagolása - hasonlóan egyéb antidepresszívumokhoz - az agy noradrenerg receptorainak „downregulációját” okozta. A triciklikus antidepresszívumoktól eltérően súlygyarapodást depresszió- és OCD-indikációban végzett kontrollált klinikai vizsgálatokban nem okozott, néhány beteg esetében súlycsökkenést észleltek. Szomatikus vagy pszichés függőséget nem okoz.
Javallatok: depresszió, szorongás, pánikbetegség, krónikus fájdalom, kényszerbetegség.
Tilos MAO- (monoamin-oxidáz) gátlókkal együtt alkalmazni!
Hatása 2–4 hét szedés után jelentkezik.

## Lehetséges mellékhatások
Szájszárazság, fokozott izzadás, szédülés, remegés, hasmenés vagy lágy széklet, emésztési zavarok, hányinger, émelygés, étvágytalanság, álmatlanság vagy aluszékonyság, szexuális zavarok (a libidó csökkenése, ill. férfiaknál késleltetett ejakuláció), depressziósoknál az öngyilkossági hajlam fokozódása, továbbá érzelmi elsivárosodás. Egyes esetekben a szexuális mellékhatások fennmaradhatnak az SSRI kezelést követően is (PSSD: Post-SSRI Sexual Dysfunction).

## Készítmények
- Asentra
- Serlift
- Sertadepi
- Sertagen
- Sertralin Hexal
- Sertralin-Ratiopharm
- SERTRALIN SANDOZ 100 mg filmtabletta (30x) SERTRALIN SANDOZ 50 mg filmtabletta (30x)
- SERTRALIN-TEVA 50 mg filmtabletta (30x)
- SERTRALIN-ZENTIVA 100 mg filmtabletta (28x) SERTRALIN-ZENTIVA 50 mg filmtabletta (28x)
- Stimuloton
- Zoloft